# 岩手県中学校一覧
岩手県中学校一覧（いわてけんちゅうがっこういちらん）は、岩手県の中学校および義務教育学校（後期課程）の一覧。廃校および休校中の中学校については、岩手県中学校の廃校一覧を参照。

## 国立中学校

### 盛岡市
- 岩手大学教育学部附属中学校

## 公立中学校および義務教育学校

### 盛岡広域振興圏

#### 盛岡市
- 盛岡市立下橋中学校
- 盛岡市立下小路中学校
- 盛岡市立上田中学校
- 盛岡市立厨川中学校
- 盛岡市立河南中学校
- 盛岡市立仙北中学校
- 盛岡市立大宮中学校
- 盛岡市立松園中学校
- 盛岡市立北松園中学校
- 盛岡市立城東中学校
- 盛岡市立城西中学校
- 盛岡市立乙部中学校
- 盛岡市立見前中学校
- 盛岡市立見前南中学校
- 盛岡市立土淵中学校
- 盛岡市立玉山中学校
- 盛岡市立渋民中学校
- 盛岡市立巻堀中学校
- 盛岡市立米内中学校
- 盛岡市立黒石野中学校
- 盛岡市立飯岡中学校
- 盛岡市立北陵中学校

#### 八幡平市
- 八幡平市立西根中学校
- 八幡平市立西根第一中学校
- 八幡平市立松尾中学校
- 八幡平市立安代中学校

#### 滝沢市
- 滝沢市立滝沢南中学校
- 滝沢市立滝沢中学校
- 滝沢市立滝沢第二中学校
- 滝沢市立一本木中学校
- 滝沢市立姥屋敷中学校
- 滝沢市立柳沢中学校

#### 岩手郡
- 雫石町立雫石中学校
- 葛巻町立葛巻中学校
- 葛巻町立小屋瀬中学校
- 葛巻町立江刈中学校
- 岩手町立川口中学校
- 岩手町立一方井中学校
- 岩手町立沼宮内中学校

#### 紫波郡
- 紫波町立紫波第一中学校
- 紫波町立紫波第二中学校
- 紫波町立紫波第三中学校
- 矢巾町立矢巾中学校
- 矢巾町立矢巾北中学校

### 県南広域振興圏

#### 奥州市
- 奥州市立水沢中学校
- 奥州市立東水沢中学校
- 奥州市立水沢南中学校
- 奥州市立江刺第一中学校
- 奥州市立前沢中学校
- 奥州市立胆沢中学校
- 奥州市立衣川中学校

#### 一関市

##### 県立
- 岩手県立一関第一高等学校附属中学校

##### 市立
- 一関市立一関中学校
- 一関市立磐井中学校
- 一関市立厳美中学校
- 一関市立桜町中学校
- 一関市立萩荘中学校
- 一関市立舞川中学校
- 一関市立一関東中学校
- 一関市立花泉中学校
- 一関市立大東中学校
- 一関市立千厩中学校
- 一関市立東山中学校
- 一関市立室根中学校
- 一関市立川崎中学校
- 一関市立藤沢中学校

#### 花巻市
- 花巻市立花巻中学校
- 花巻市立花巻北中学校
- 花巻市立南城中学校
- 花巻市立宮野目中学校
- 花巻市立矢沢中学校
- 花巻市立湯口中学校
- 花巻市立湯本中学校
- 花巻市立西南中学校
- 花巻市立石鳥谷中学校
- 花巻市立大迫中学校
- 花巻市立東和中学校

#### 北上市
- 北上市立北上中学校
- 北上市立飯豊中学校
- 北上市立南中学校
- 北上市立北上北中学校
- 北上市立上野中学校
- 北上市立東陵中学校
- 北上市立和賀西中学校
- 北上市立和賀東中学校
- 北上市立江釣子中学校

#### 遠野市
- 遠野市立遠野中学校
- 遠野市立遠野東中学校
- 遠野市立遠野西中学校

#### 和賀郡
- 西和賀町立湯田中学校
- 西和賀町立沢内中学校

#### 胆沢郡
- 金ケ崎町立金ケ崎中学校

#### 西磐井郡
- 平泉町立平泉中学校

### 沿岸広域振興圏

#### 釜石市
- 釜石市立釜石中学校
- 釜石市立甲子中学校
- 釜石市立唐丹中学校
- 釜石市立大平中学校
- 釜石市立釜石東中学校

#### 宮古市
- 宮古市立第一中学校
- 宮古市立第二中学校
- 宮古市立河南中学校
- 宮古市立宮古西中学校
- 宮古市立花輪中学校
- 宮古市立津軽石中学校
- 宮古市立重茂中学校
- 宮古市立崎山中学校
- 宮古市立田老第一中学校
- 宮古市立新里中学校
- 宮古市立川井中学校

#### 大船渡市
- 大船渡市立第一中学校
- 大船渡市立大船渡中学校
- 大船渡市立東朋中学校

#### 陸前高田市
- 陸前高田市立高田第一中学校
- 陸前高田市立高田東中学校

#### 気仙郡
- 住田町立住田中学校

#### 上閉伊郡
- 大槌町立大槌学園（義務教育学校）
- 大槌町立吉里吉里学園（併設型小中一貫校）

#### 下閉伊郡
- 山田町立山田中学校
- 岩泉町立岩泉中学校
- 岩泉町立小川中学校
- 岩泉町立小本中学校
- 田野畑村立田野畑中学校
- 普代村立普代中学校

### 県北広域振興圏

#### 久慈市
- 久慈市立久慈中学校
- 久慈市立長内中学校
- 久慈市立大川目中学校
- 久慈市立夏井中学校
- 久慈市立侍浜中学校
- 久慈市立宇部中学校
- 久慈市立三崎中学校
- 久慈市立山形中学校

#### 二戸市
- 二戸市立福岡中学校
- 二戸市立金田一中学校
- 二戸市立浄法寺中学校

#### 九戸郡
- 軽米町立軽米中学校
- 野田村立野田中学校
- 九戸村立九戸中学校
- 洋野町立種市中学校
- 洋野町立中野中学校
- 洋野町立大野中学校

#### 二戸郡
- 一戸町立一戸中学校
  - 一戸町立一戸中学校養護分校
- 一戸町立奥中山中学校

## 私立中学校

### 盛岡市
- 岩手中学校
- 盛岡白百合学園中学校
- 盛岡中央高等学校附属中学校